# José María Ferrero Pastor
José María Ferrero Pastor (Ontinyent, Valencia, 21 december 1926- aldaar, 26 juli 1987) was een Spaans componist.

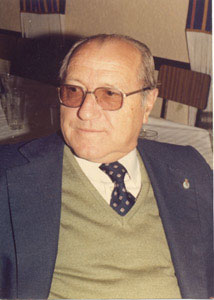
José María Ferrero Pastor

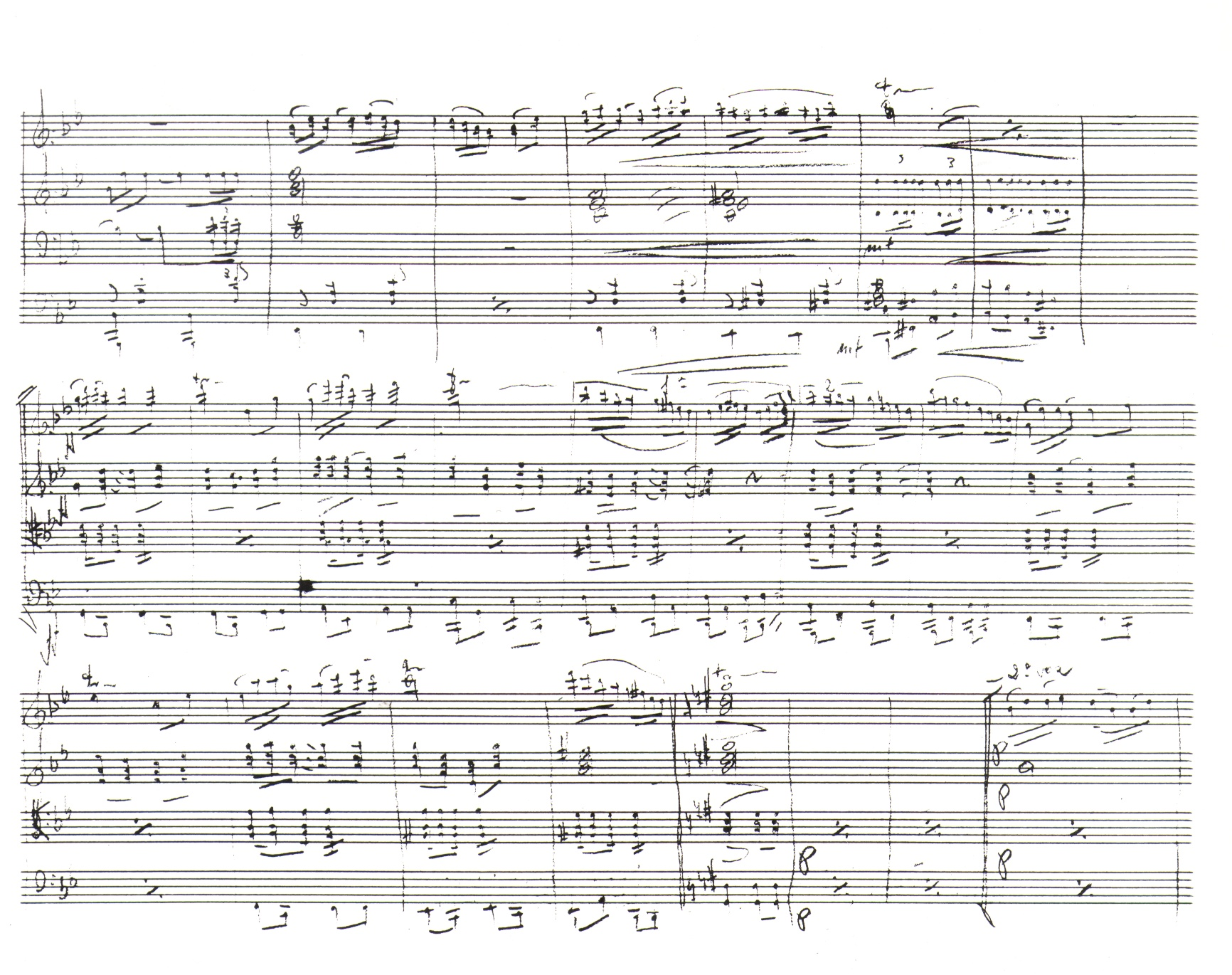
Sauditas, marcha mora

Ferrero Pastor was naar zijn muziekstudies professor aan het Centre musical "José Melchor Gomis" d'Ontinyent. In Ontinyent is ook een muziekschool naar hem benoemd, de Escuela de Música “José María Ferrero Pastor” d'Ontinyent. Ook hij heeft zijn voor de verbreding van het repertoire voor de fiestas Moros y Cristianos ingezet en verschillende werken gecomponeerd.

## Composities

### Werken voor banda (harmonieorkest)
- 1959 Selarsejaria, marcha mora
- 1960 Mozárabes 1960, marcha cristiana
- 1960 Reina de fiestas 1960, paso-doble
- 1961 El Berberisch, marcha mora
- 1962 U.M.D.A. - (Unió Musical d'Alcoi), marcha mora
- 1964 Chimo, marcha árabe
- 1965 El Kábila, marcha mora
- 1970 Cadelavir 1970, paso-doble
- 1974 Marroquíes de Petrel, marcha mora
- 1979 El Nostre, paso-doble
- 1983 Els juristes, marcha mora
- 1987 Bonus Cristianus, marcha cristiana
- 1987 María Ortega, paso-doble
- Apóstol Poeta "R. Duyos", marcha cristiana
- Bon Capità, marcha mora
- Brisas del Clariano, paso-doble
- Cristo de la Agonía, marcha procesional
- Daniel Juan, paso-doble
- Dos parelles, paso-doble
- Fantasía muladiana
- Ilicitana, marcha cristiana
- Imposibles, paso-doble
- Marrakesch, marcha mora
- Mozárabe Revert
- Ovana, marcha mora
- Pepe Brusa, paso-doble
- Quince Moros
- Rais Agamir, marcha mora
- Recuerdo al pasado, paso-doble
- Reige, marcha mora
- Saqqarah
- Sauditas, marcha mora
- Ximo marcha mora

- Biblioteca Nacional de España: XX1052999
- International Standard Name Identifier: 0000 0000 5921 7133
- MusicBrainz: 78727612-45dd-4e4d-8333-d1a5d80cdf11
- Virtual International Authority File: 708410
- WorldCat: E39PBJdh3d3fWJPJ3fRTDWTJXd